# Arantxa Rus
Arantxa Rus (pronúncia holandesa: [aːˌrɑɲcaː rʏs]; nascida em 13 de dezembro de 1990) é uma tenista profissional holandesa. Em 2008, ela conquistou o título individual feminino no Australian Open, derrotando Jessica Moore [en], da Austrália, na final. Com esta vitória, ela passou do 30ª posição do ano anterior para o segundo lugar no ranking júnior da ITF, tornando-se a jogadora júnior número 1 do mundo.
Seus maiores sucessos individuais até o momento são uma virada na segunda rodada sobre a número 2 do mundo, Kim Clijsters, no Aberto da França de 2011, salvando dois match points no segundo set, chegando à quarta rodada no Aberto da França de 2012 e derrotando a número 5 do mundo Samantha Stosur, no Torneio de Wimbledon de 2012 para chegar à terceira rodada. Seu primeiro título do WTA Tour foi vencer o evento de duplas do Aberto da Suécia de 2017, em parceria com Quirine Lemoine [en].

## Carreira júnior

### 2005–07
Aos 14 anos, Arantxa jogou seu primeiro torneio do Circuito Feminino da ITF em Alkmaar, onde perdeu na segunda rodada para Julie Coin.
Em 2006, ela jogou mais dois eventos da ITF em Heerhugowaard e Vlaardingen, chegando às semifinais no último.
Em 2007, Rus continuou jogando no Circuito ITF ganhando seu primeiro título em Vlaardingen e o segundo em Alphen aan de Rijn. Em San Luis Potosí, ela chegou à final, mas perdeu em três sets. Em 's-Hertogenbosch, ela recebeu um "wild card" para jogar sua primeira chave principal do WTA Tour. Ela perdeu para Alona Bondarenko por 1–6, 1–6 na primeira rodada.
Sua classificação no final da temporada de 2007 foi 465.

## Carreira profissional

### 2008: Tornou-se profissional
Ainda no nível júnior, Rus venceu o Australian Open e chegou às semifinais em Roland Garros e às quartas de final em Wimbledon. Em abril, ela conquistou o título da ITF em Bari, derrotando quatro jogadoras cabeças-de-chave ao longo do caminho, incluindo Lucie Hradecká e Alberta Brianti.
Rus recebeu outro "wild card" para jogar em 's-Hertogenbosch, onde foi derrotada na primeira rodada por Mariya Koryttseva.
Em setembro, ela disputou as eliminatórias em Guangzhou, vencendo as duas partidas e chegando à chave principal. Na primeira rodada, ela venceu Yanina Wickmayer em três sets. Esta foi sua primeira vitória na chave principal no WTA Tour. Rus chegou às quartas de final ao derrotar Gisela Dulko. No entanto, ela perdeu para Camille Pin, em dois sets.
Após a qualificatória, Rus chegou à segunda fase em Tashkent perdendo para a cabeça-de-chave Peng Shuai, em dois sets. Em Opole, ela ganhou outro torneio da ITF, o segundo em 2008 e o quarto no geral.
Ela terminou o ano em 188º lugar.

### 2009: Título ITF em Nantes
Rus não conseguiu passar pelas qualificatórias para Hobart e para o Australian Open. Em seguida, ela jogou algumas partidas de qualificatórias de outros torneios, mas sem sucesso.
Na temporada de saibro, Rus encontrou seu jogo e em Marbella, onde passou pela qualificatória, venceu na primeira rodada, mas perdeu para a terceira cabeça de chave Kaia Kanepi. Um resultado maior veio em Roland Garros, onde ela começou como nº 142 do mundo. Ela passou pela qualificatória, venceu sua partida da primeira rodada contra Olivia Sanchez em sets diretos, mas depois perdeu para Yaroslava Shvedova também por sets diretos. Ela jogou mais alguns torneios sem muito sucesso. Então, no final da temporada, ela venceu dez das onze partidas que disputou. Primeiro, no Internationaux Féminins de la Vienne [en], ela passou pela qualificatória, venceu partidas contra a terceira cabeça de chave Alexandra Dulgheru e Séverine Beltrame antes de perder nas quartas de final para Pauline Parmentier. Em seguida, jogou no Open Nantes Atlantique, onde conquistou o título sem perder um set no torneio, com uma vitória por dois sets sobre  Renata Voráčová na final. Ela terminou o ano com um recorde de vitórias e derrotas de 38–25.

### 2010
Rus não passou pelas qualificatórias do Hobart International e do Australian Open. Ela jogou poucos torneios, mas seu maior resultado foi em Marbella, quando se classificou para a primeira fase. Depois, no Estoril, passou três pré-eliminatórias, venceu dois jogos no sorteio principal, mas perdeu para Sorana Cîrstea. Ela perdeu no US Open na segunda rodada da qualificatória para a campeã júnior de Wimbledon, Kristýna Plíšková, em três sets. No Koddaert Ladies Open [en], ela superou a oitava cabeça de chave Tathiana Garbin na primeira rodada, e na segunda passou por Michaëlla Krajicek, antes de perder nas quartas de final para a segunda cabeça de chave Timea Bacsinszky, em dois sets. Na qualificatória para o Aberto de Luxemburgo, ela perdeu na primeira rodada para a 5ª cabeça de chave Sorana Cîrstea, em três sets. Ela terminou o ano com um recorde de vitórias e derrotas de 33–26.

### 2024
No início do ano, Rus participou com o Time Holanda da United Cup. Em suas partidas de simples, ela venceu a croata Donna Vekic em jogo de três sets e perdeu para a norueguesa Malene Helgø [en] em sets diretos. Em seguida, participou do Hobart International, onde venceu Linda Fruhvirtová na primeira rodada em jogo de três sets, Varvara Gracheva na segunda em sets diretos e perdeu para Elise Mertens nas quartas de final também em sets diretos. No Australian Open, depois de passar por Anhelina Kalinina na primeira rodada, perdeu para Anna Kalinskaya na segunda. 
Prosseguindo sua campanha em quadras duras, agora na Europa, Rus participou do Transylvania Open, onde venceu Greet Minnen na primeira rodada, Alizé Cornet na segunda e perdeu para a eventual vice campeã Ana Bogdan em um jogo de três sets muito equilibrados nas quartas de final. No giro do Oriente Médio, ela ficou na primeira rodada em Doha e em Dubai. Seu desempenho não melhorou no giro americano, tendo ficado nas primeiras rodadas em Indian Wells, no WTA 125 de Charleston, em Miami, no WTA 500 de Charleston.
Rus deu início à temporada em quadras de saibro no Zaragoza Open [en], um torneio da ITF de US$ 100k, no qual ficou também na primeira rodada. Em seguida, participou do promovido Open de Rouen, agora um WTA 250, no qual, chegou até às quartas de final perdendo para a eventual vice-campeã, Magda Linette, em sets diretos. No Aberto de Madri, passou por Brenda Fruhvirtová [en] na primeira rodada em sets diretos, mas na segunda, perdeu de forma contundente para a cabeça de chave N° 3 Coco Gauff. Em seguida, participou do Catalonia Open, chegando até as quartas de final, onde perdeu para a "wild card" local Guiomar Maristany [en] em jogo equilibrado de três sets. Em Roma, perdeu para Camila Osorio na primeira rodada em jogo de três sets. Em Rabat, também perdeu na primeira rodada para María Lourdes Carlé [en], dessa vez em sets diretos. Já no Aberto da França, venceu Angelique Kerber, na primeira rodada em sets diretos, mas perdeu na segunda para Elena Rybakina, também em sets diretos.
Rus começou a temporada em quadras de grama em um torneio "em casa", o Libéma Open, no qual perdeu na primeira rodada, para a vinda da qualificatória, Dalma Gálfi, em sets diretos. Em seguida, ela tentou o Berlim Ladies Open, no qual passou da qualificatória como "lucky loser", no entanto, perdeu na primeira rodada da chave principal, para outra vinda da qualificatória, Zeynep Sönmez [en], em jogo de três sets. Logo em seguida, no Bad Homburg Open, perdeu para Paula Badosa na primeira rodada em sets diretos. Em Wimbledon, ela passou por Yuan Yue na primeira rodada mas perdeu para Maria Sakkari na segunda.
De volta às quadras de saibro, Rus venceu um torneio ITF W60 "em casa" em Haia, no Palermo Ladies Open, chegou à segunda rodada. Nos jogos Olímpicos, passou por Olivia Gadecki [en] mas perdeu para a eventual medalhista de ouro, Qinwen Zheng. No Ladies Hamburg Open, como defensora do título, Rus chegou à final contra Anna Bondár. Jogo que perdeu em sets diretos. No mesmo torneio em duplas, ela fez parceria com Nina Stojanović [en] e chegou à final. Ela perdeu novamente para Anna Bondár e sua parceira Kimberley Zimmermann [en] na final, depois de ter vencido o primeiro set.